# Datousaurus
Datousaurus (nghĩa là "thằn lằn thủ lĩnh" hoặc "thằn lằn đầu to"; xuất phát từ tiếng Malay datou "thủ lĩnh" hoặc tiếng Trung Quốc da tou "đầu to" và tiếng Hy Lạp sauros/σαυρος "thằn lằn") là một chi khủng long sống vào thời kỳ Trung Jura.